# Halowe Mistrzostwa Europy w Lekkoatletyce 2017 – bieg na 1500 m mężczyzn
Bieg na 1500 metrów mężczyzn – jedna z konkurencji biegowych rozgrywanych podczas halowych lekkoatletycznych mistrzostw Europy w hali Kombank Arena w Belgradzie. Tytułu mistrzowskiego sprzed dwóch lat nie bronił Jakub Holuša.

## Terminarz
| Data    | Godzina |            |
| ------- | ------- | ---------- |
| 3 marca | 19:15   | Eliminacje |
| 4 marca | 20:18   | Finał      |

## Rekordy
|                                        | Zawodnik           | Wynik   | Miejsce    | Data                |
| -------------------------------------- | ------------------ | ------- | ---------- | ------------------- |
| Rekord świata                          | Hicham El Guerrouj | 3:31,18 | Stuttgart  | 2 lutego 1997(dts)  |
| Rekord Europy                          | Andrés Manuel Díaz | 3:33,32 | Pireus     | 24 lutego 1999(dts) |
| Rekord mistrzostw Europy               | Iwan Heszko        | 3:36,70 | Madryt     | 6 marca 2005(dts)   |
| Najlepszy wynik na świecie w 2017 roku | Ben Blankenship    | 3:36,42 | Birmingham | 18 lutego 2017(dts) |
| Najlepszy wynik w Europie w 2017 roku  | Andrew Butchart    | 3:37,58 | Nowy Jork  | 4 lutego 2017(dts)  |

## Rezultaty
| NR – rekord kraju \| WL – najlepszy tegoroczny wynik na listach światowych \| EL - najlepszy tegoroczny wynik na listach europejskich |
| SB – najlepszy wynik w sezonie \| PB – rekord życiowy                                                                                 |

### Eliminacje
Z trzech biegów eliminacyjnych awansowało po dwóch pierwszych zawodników (Q) oraz trzech z najlepszymi czasami (q).
Źródło: .
| Poz. | Bieg | Zawodnik            | Reprezentacja   | Czas    | Uwagi |
| ---- | ---- | ------------------- | --------------- | ------- | ----- |
| 1.   | 3    | Timo Benitz         | Niemcy          | 3:43,09 | Q     |
| 2.   | 2    | Filip Sasínek       | Czechy          | 3:43,64 | Q     |
| 3.   | 3    | Marcin Lewandowski  | Polska          | 3:43,70 | Q     |
| 4.   | 3    | Johan Rogestedt     | Szwecja         | 3:44,12 | q     |
| 5.   | 3    | Yassin Bouih        | Włochy          | 3:44,67 | q     |
| 6.   | 3    | Llorenç Sales       | Hiszpania       | 3:45,56 | q     |
| 7.   | 2    | Kalle Berglund      | Szwecja         | 3:45,68 | Q     |
| 8.   | 2    | Emanuel Rolim       | Portugalia      | 3:46,96 |       |
| 9.   | 1    | Thomas Lancashire   | Wielka Brytania | 3:47,37 | Q     |
| 10.  | 2    | Tamás Kazi          | Węgry           | 3:47,64 |       |
| 11.  | 1    | Sofiane Selmouni    | Francja         | 3:47,71 | Q     |
| 12.  | 1    | Marius Probst       | Niemcy          | 3:47,89 |       |
| 13.  | 3    | Goran Nava          | Serbia          | 3:48,53 |       |
| 14.  | 2    | Jan Hochstrasser    | Szwajcaria      | 3:49,49 |       |
| 15.  | 1    | Sergio Paniagua     | Hiszpania       | 3:50,00 |       |
| 16.  | 1    | Ján Fris            | Czechy          | 3:50,38 |       |
| 17.  | 1    | Filip Ingebrigtsen  | Norwegia        | 3:51,25 |       |
| 18.  | 1    | Richard Douma       | Holandia        | 3:53,14 |       |
| 19.  | 3    | Harvey Dixon        | Gibraltar       | 3:54,09 |       |
| 20.  | 1    | Jerwand Mykyrtczian | Armenia         | 3:54,53 |       |
| 21.  | 2    | Marc Alcalá         | Hiszpania       | 3:54,85 | q     |
| 22.  | 2    | John Travers        | Irlandia        | 3:59,72 | q     |

### Finał
Źródło: .
| Poz. | Zawodnik           | Reprezentacja   | Czas    | Uwagi |
| ---- | ------------------ | --------------- | ------- | ----- |
| 01 ! | Marcin Lewandowski | Polska          | 3:44,82 |       |
| 02 ! | Kalle Berglund     | Szwecja         | 3:45,56 |       |
| 03 ! | Filip Sasínek      | Czechy          | 3:45,89 |       |
| 4.   | Marc Alcalá        | Hiszpania       | 3:46,36 |       |
| 5.   | Thomas Lancashire  | Wielka Brytania | 3:46,57 |       |
| 6.   | Sofiane Selmouni   | Francja         | 3:46,70 |       |
| 7.   | Timo Benitz        | Niemcy          | 3:46,73 |       |
| 8.   | Yassin Bouih       | Włochy          | 3:47,95 |       |
| 9.   | Llorenç Sales      | Hiszpania       | 3:48,56 |       |
| 10.  | Johan Rogestedt    | Szwecja         | 3:49,91 |       |
| 11.  | John Travers       | Irlandia        | 3:53,11 |       |